# Aleksiej Sułtanow
Aleksiej Sułtanow (ros. Алексей Файзулхакович Султанов, ur. 7 sierpnia 1969 w Taszkencie w Uzbeckiej Socjalistycznej Republice Radzieckiej, zm. 30 czerwca 2005 w Fort Worth w stanie Teksas w USA) – radziecki, rosyjski i amerykański pianista, cudowne dziecko, w 1989 zwycięzca Międzynarodowego Konkursu Pianistycznego im. Van Cliburna w Fort Worth w Teksasie, a w 1995 laureat najwyższej, II nagrody na XIII Międzynarodowym Konkursie Pianistycznym im. Fryderyka Chopina.

## Życiorys

### Wykształcenie
Edukację muzyczną rozpoczął wcześnie, w wieku ośmiu lat grał koncerty fortepianowe z orkiestrą. Uczył się w dziesięcioletniej Specjalnej Szkole Muzycznej w Taszkencie, później w Centralnej Szkole Muzycznej przy Konserwatorium Moskiewskim, a wreszcie w samym Konserwatorium w klasie Lwa Naumowa.

### Kariera pianistyczna
W 1982 wziął udział w Międzynarodowym Konkursie Radiowym dla Młodych Muzyków „Concertino Praha” w Pradze, a w 1986 w 8. Międzynarodowym Konkursie Muzycznym im. Piotra Czajkowskiego. W 1989 wygrał Międzynarodowy Konkurs Pianistyczny im. Van Cliburna w USA, choć jego występy były krytykowane przez niektórych jurorów i ekspertów. Dzięki temu sukcesowi zaczął dawać koncerty w krajach Europy i Ameryki Północnej. Wystąpił m.in. w Carnegie Hall. Był gościem amerykańskich programów telewizyjnych: The Today Show (NBC),  Late Show with David Letterman (CBS) oraz The Tonight Show Starring Johnny Carson (NBC) oraz został przyjęty na prywatnym spotkaniu przez pianistę Vladimira Horowitza, wkrótce przed śmiercią seniora.
W 1991 odbył tournee koncertowe po Japonii. W 1995, gdy jury zdecydowało nie przyznać nikomu I nagrody, Sułtanow został laureatem II nagrody na XIII Międzynarodowym Konkursie Pianistycznym im. Fryderyka Chopina. Nagrodę otrzymał ex aequo z  Philippe'em Giusiano. Polski krytyk muzyczny Janusz Ekiert podziwiał technikę gry pianisty, ale ocenił, że Sułtanow „grał Chopina jak Liszta”. Sułtanow przyjął nagrodę, lecz nie wziął udziału w pierwszym koncercie galowym laureatów. Później koncertował w Polsce m.in. w 1996 w ramach XI Międzynarodowego Konkursu Skrzypcowego im. Henryka Wieniawskiego i w 1999. W 1998 w Moskwie przystąpił do 11. Międzynarodowego Konkursu Muzycznego im. Piotra Czajkowskiego, gdzie decyzją jury zakończył występy na drugim etapie.
W trakcie kariery nagrał płyty z muzyką m.in. Piotra Czajkowskiego, Siergieja Rachmaninow i Siergieja Prokofjewa m.in. dla wytwórni Teldec.

### Choroba i następstwa
W połowie lat 90. doznał pierwszego udaru mózgu. W 2001 doznał kolejnego rozległego udaru, po którym poddany został operacji chirurgicznej i rozpoczął długotrwałą rehabilitację. Lewa strona jego ciała została sparaliżowana, co uniemożliwiło mu kontynuowanie pracy zawodowej. Wracając do zdrowia i przechodząc rehabilitację występował sporadycznie wraz z żoną, grając prawą ręką.  Zmarł 30 czerwca 2005.

## Życie prywatne
Pochodził z mieszkającej w Uzbeckiej Republice Socjalistycznej rodziny o muzycznych tradycjach. Rodzice (Faizulhak Sułtanow / Файзулхак Абдулхакович Султанов i Natalia Pogorełowa / Наталиа Михайловна Погорелова) grają na instrumentach smyczkowych – ojciec na wiolonczeli, a matka na skrzypcach. Rodzina przeprowadziła się do Moskwy w 1986.
Rodzice Aleksieja Sułtanowa wychowywali również młodszego syna – Siergieja (ur. 1976): został pianistą, pedagogiem instrumentu, występował m.in. w Polsce, Szwecji, Japonii, Kirgistanie.
W 1990 poślubił studiującą w Moskwie wiolonczelistkę, pochodzącą z Republiki Łotwy w ZSRR – Dace Abele (Dace Sułtanow). Małżeństwo muzyków mieszkało w USA w Forth Worth, gdzie Dace pracowała m.in. jako asystentka lekarza.
Aleksiej Sułtanow w listopadzie 2004 otrzymał amerykańskie obywatelstwo w Fort Worth Convention Center. Zmarł podczas snu w swoim domu w USA w Fort Worth.

## W kulturze
W listopadzie i grudniu 2020 Polskie Radio w programie pierwszym w audycjach z cyklu „Koncert Chopinowski”, prowadzonych przez Adama Rozlacha, wyemitowało nagrania pianisty dokonane w Warszawie podczas konkursu chopinowskiego ćwierć wieku wcześniej.
Podczas The Nashville International Chopin Piano Competition, organizowanej w USA w stanie Tennessee dla młodych wyróżniających się wirtuozów fortepianu, w październiku 2023, przewidziano przyznanie nagrody Grand Prix nazwanej „Alexei Sultanov Memorial Discovery Prize”. Jako pierwszy nagrodę tę otrzymał Kiron Atom Tellian, 21-letni pianista pochodzący z Austrii.